# 俄国和苏联的干旱和饥荒

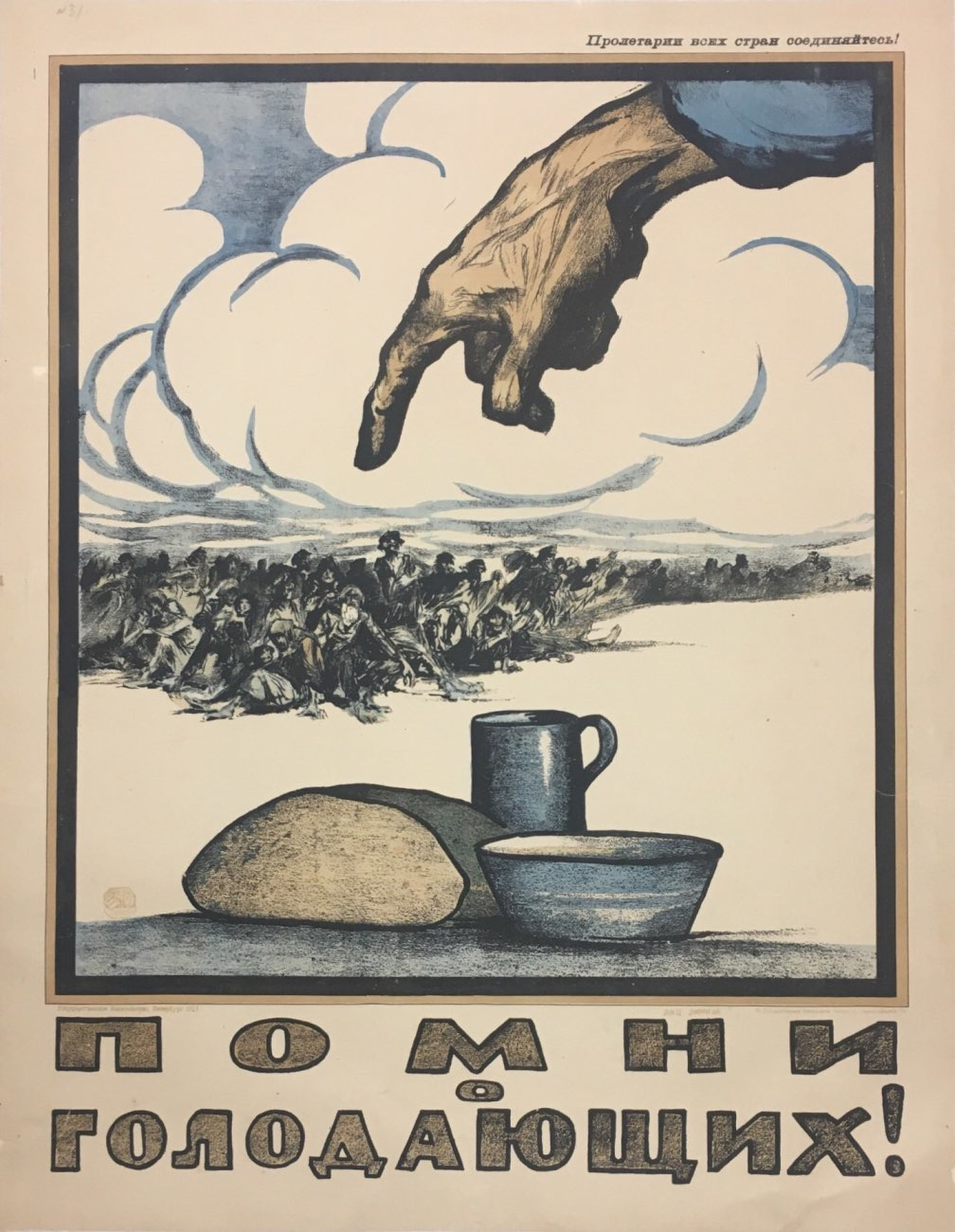
1921年俄罗斯的海报《记住那些挨饿的人！》（Помни о Голодающих!）

俄国和苏联的干旱和饥荒在其整个历史中早已有一个共同的特征，即常常由政治或经济不稳定、环境问题和战争而导致人道主义危机。干旱和饥荒在当时俄国和苏联非常有规律，饑荒几乎每十到十三年发生一次，干旱则每五至七年。戈卢别夫和德罗宁根据生产地易遭受干旱情况来区分出三种干旱地区：中央（在伏尔加河盆地、北高加索地区、中央黑钙土地区）、南部（伏尔加河、伏尔加-维亚特卡地区、乌拉尔地区、乌克兰）以及东欧（西部的草原和森林-草原带和东西伯利亚和哈萨克斯坦）。

## 14-19世紀的干旱與饥荒
《Nikonian纪事》撰写于1127年和1303年之间，其中饥荒时期的记录不少于11年。
1315–1317年大饥荒影响了欧洲大部分地区，包括俄罗斯的一部分，以及波罗的海国家。
在17世纪初發生1601-1603年俄国大饥荒，据估计约造成200万人死亡（约占总人口的{\displaystyle {\tfrac {1}{3}}}）。
20世紀前最嚴重的一次饥荒为1891—1892年俄國飢荒，导致约375000至500000人死亡，死因主要为饥饿以及相关疾病。此次饥荒的成因主要为大规模的秋季干旱导致农作物歉收。政府尝试通过减轻灾害的影响来增加民众对政权的信心和缓和沙皇制度后期的政治不稳定状况，但最终失败。

## 20世紀的干旱與饥荒

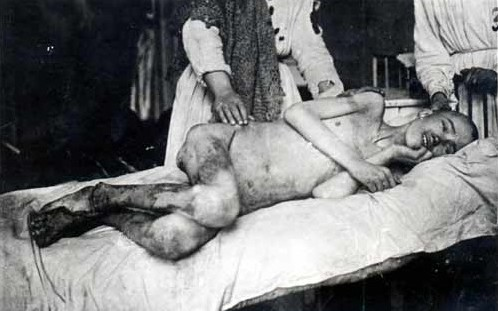
饥饿的妇女，1921年

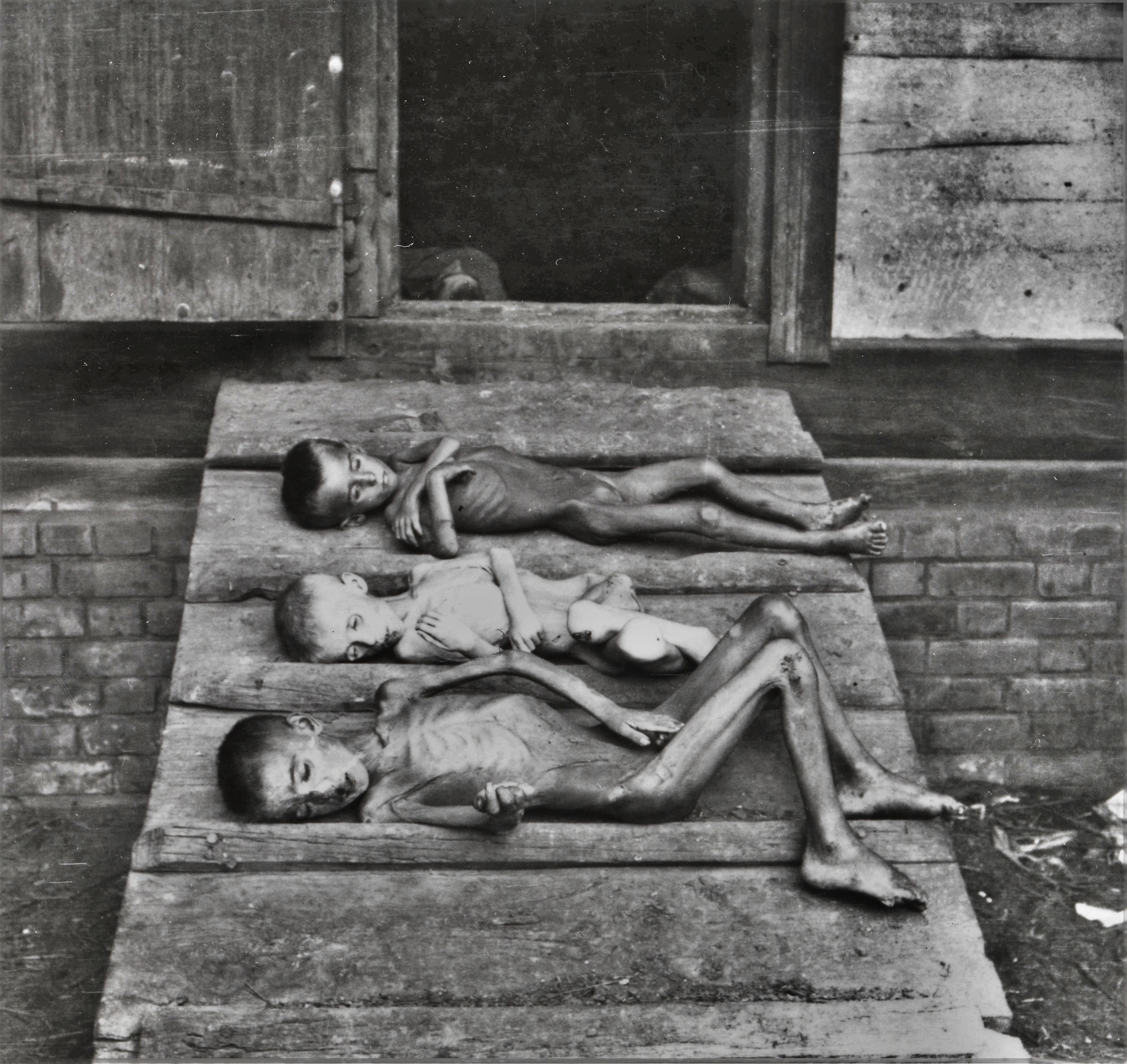
三个儿童死于饥饿，1921年

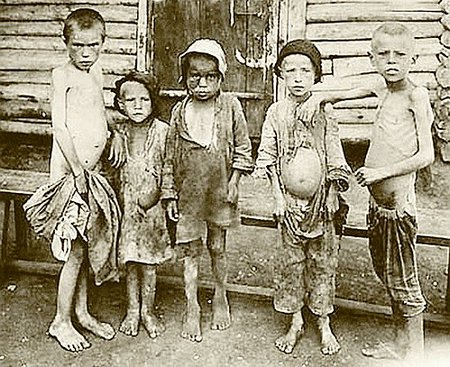
饥饿的儿童，1922年

戈卢别夫和德罗宁的报告给出了1900年-2000年俄罗斯的大饥荒时间点
- 中央：1920年、1924年、1936年、1946年、1972年、1979年、1981年、1984年；
- 南部：1901年、1906年、1921年、1939年、1948年、1951年、1957年、1975年、1995年；
- 东部：1911年、1931年、1963年、1965年、1991年。

1905年俄国革命的失败影响了粮食的产量，限制了食品供应。在俄罗斯革命和俄国内战期间，总的农业产量在下降。 和1913年的8.01千万吨农产量相比，1920年的农产量仅为4.61千万吨。到1926年，才几乎恢复到战前的水平，达到7.68千万吨

## 1921年俄国大饥荒

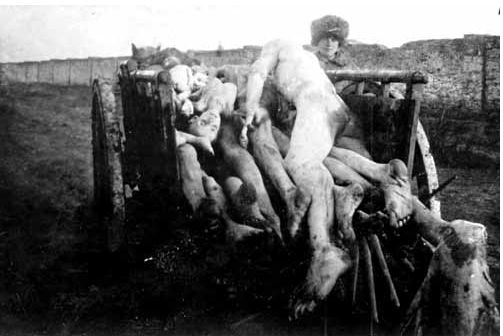
1921年俄国大饥荒的受难者

1920年代早期会看到一系列的饥荒。苏联的第一次饥荒发生在1921-1922年并获得了广泛的国际关注。受影响最大的地区是歐洲俄羅斯的东南部地区，包括伏尔加河区域、乌拉尔共和国和乌克兰。估计有16万人可能受到影响和高达5万人死亡。 南森 荣获1922年 诺贝尔和平奖，部分原因是他在俄罗斯担任救济事务高级专员期间所做的工作。 来帮助苏联饥荒的组织有国际拯救儿童联盟和 国际红十字委员会的.
在鼎盛时期，ARA雇佣了300名美国人，12万多名俄罗斯人，每天为1050万人提供食物。ARA的医学部从1921年11月到1923年6月运作，帮助克服了当时肆虐俄罗斯的斑疹伤寒。ARA的饥荒救援行动与俄罗斯规模小得多的门诺派教徒、犹太和贵格会教徒的饥荒救援行动同时进行。
ARA在俄罗斯的业务在1923年6月15日被关闭，原因是发现俄罗斯竟进行粮食的出口贸易。

## 1932-1933年苏联饥荒

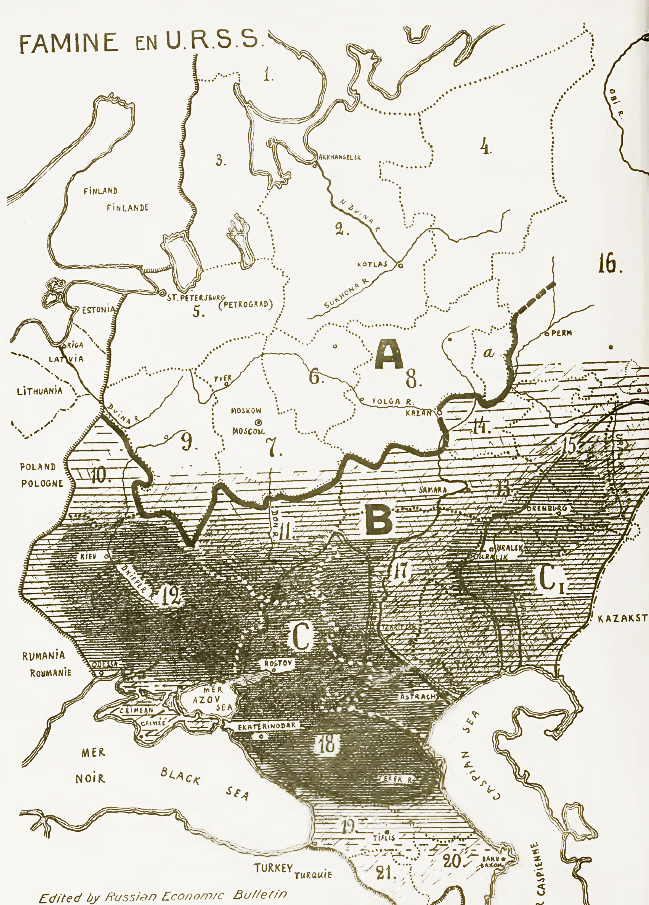
1932-1933年苏联饥荒最严重的地区以黑色标记

苏联第二次大饥荒发生在30年代的苏联农业集体化。主要原因包括1932 - 33没收的粮食和其他食品，苏联当局造成了饥荒和超过四千万人的受到影响，尤其是在南方的 頓河 (俄羅斯)也和 庫班地區和乌克兰，根据不同的估计，数百万人饿死或死于与饥荒有关的疾病(事件称为乌克兰大饥荒)。哈萨克斯坦的饥荒可能是最严重的，那里半游牧牧民的传统生活方式最受苏联的农业策略的干扰。
关于乌克兰大饥荒是政策的巨大失败还是蓄意的种族灭绝行为，仍然存在争议。羅伯特·康奎斯特认为，这场饥荒不是斯大林故意造成的，但“随着饥荒迫近，他本可以阻止这场饥荒，但他把“苏联利益”放在了“喂饱饥民之外”——从而有意识地助长了饥荒”。迈克尔·埃尔曼对饥荒的分析发现，“有一些证据表明，在1930-33年……斯大林也用饥饿在他对农民的战争中”,他称之为“有意识的饥饿的政策”,但总结说,有几个因素，主要关注领导层的罪责，继续把集体化和工业化置于防止大规模死亡之上。由于他们列宁主义的立场，认为饥饿是“工业化和社会主义建设的进步政策的必要代价”，因此没有把饥荒看作是一场人道主义灾难。又因为需要付出巨大的努力来缓解饥荒，因此只做了有限的救济工作。

同样，马克·陶格得出的结论是，饥荒不是有意的种族灭绝，而是失败的经济政策的结果:
尽管1932年的低产可能是一个缓和的环境，但政权仍然要为苏联人民在30年代早期的贫困和苦难负责。这里提出的数据比以往提供的数据更精确地衡量了集体化和强迫工业化的后果;如果有什么不同的话，这些数据表明，这些政策的影响比人们想象的还要糟糕。然而，他们也指出饥荒是真实存在的，是经济政策失败的结果，是“自上而下的革命”的结果，而不是针对乌克兰人或其他种族群体的“成功”国家政策的结果。
 加拿大共产党党魁道格拉斯·托特勒也提出了有争议的论点，即饥荒是由于富农的行为而使饥荒更加严重的。富农是斯托雷平改革后富裕起来的农民阶层，他们中的许多人焚烧庄稼，杀死牲畜，而不是把土地和牲畜交给集体。 托特勒的书曾遭到严厉批评。 在新共和国写作的戴维·帕特里卡拉科斯将其称为“修正主义”，并将其与苏联的宣传进行了比较。。 哈佛大学前教授弗兰克·西辛指出，“这本书很可能是在苏联编纂的”，由苏联赞助，是对罗伯特·康奎特的著作《悲伤的收获》的发行的回应，该书认为饥荒是人为造成的。

### 对人口的影响
1932-1933年饥荒对人口的影响是多方面的。除了与饥荒相关的直接和间接死亡外，还有大量苏联公民的国内迁徙，他们往往是为了逃离饥荒肆虐的地区。出生率的突然下降给苏联的长期人口增长造成了。永久性的“创伤”，其方式与第二次世界大战相似，但没有后者那么严重。
苏联人死于1932年至1933年饥荒的估计数字相差很大，但通常是数百万人。瓦兰等人估计，这十年的灾难最终导致了生育率的急剧下降和死亡率的上升。他们的估计表明，总损失约为460万人，其中90万人是由于被迫移徙，100万人是由于出生不足，260万人是由于特殊死亡原因。集体化和第二次世界大战的长期后果意味着苏联1989年的人口是2.88亿，而不是3.15亿，比没有集体化时低了9%。除了死亡，饥荒还导致了大规模的人口流动，约30万哈薩克族游牧民族在饥荒期间逃到了中華民國 (大陸時期)、巴列维王朝、蒙古人民共和国和阿富汗王國。
虽然在1932-1933年间，饥荒发生在苏联的各个地方，例如哈萨克斯坦、俄罗斯苏维埃联邦社会主义共和国的部分地区和伏爾加德意志人蘇維埃社會主義自治共和國，但乌克兰大饥荒这个名字是专门用来描述发生在乌克兰人和北高加索哈萨克人聚居地的事件的。

### 遗留问题
乌克兰大饥荒的遗留问题在当代乌克兰仍然是一个敏感而有争议的问题，在该国，它被政府视为种族灭绝行为，通常被认为是该国历史上最大的悲剧之一。    乌克兰大饥荒问题是否是故意的种族灭绝行径，一直是俄罗斯联邦和乌克兰政府之间的争端主题。 俄国现代政府一般都试图解除其与饥荒之间的联系，并轻描淡写。   

## 二次大戰期間
在纳粹德国围攻列宁格勒期间，多达100万人丧生，而更多的人则饿死或挨饿，但幸存了下来。 德国人试图饿死列宁格勒以打破抵抗。 饥饿是造成死亡的主要原因之一，因为粮食供应被切断，严格的配给被强制执行。 城里的动物被宰杀和食用。 食人事件的报道。  

## 1946年－1947年苏联饥荒
苏联的最后一次大饥荒主要发生在1947年，原因是集体化，战争破坏，1946年该国超过50％的谷物生产区遭受严重干旱 ，政府的社会政策以及谷物储备管理不善。 主要受影响的地区是摩尔多瓦和乌克兰东南部的德涅斯特河。   可能有100,000至100万人丧生。 

## 1947年至今
1947年以后没有发生大饥荒。1963年的干旱导致牲畜遭到屠杀，但并未发生饥荒。那年之后，苏联的进口牲畜饲料和谷物的量开始增加。 

### 苏联解体后的俄罗斯
自苏联解体以来，俄罗斯偶尔出现饥饿和粮食安全问题。1992年，俄罗斯联邦境内的卡路里摄取量显著下降。从2010年7月到2015年，俄罗斯和乌克兰都遭受了一系列严重干旱。2010年的干旱使俄罗斯的小麦产量下降了20％，随后导致暂时禁止谷物出口。

## 相关资料

### 事件和人物
- 1921-22年韃靼斯坦饑荒
- 1921–22年俄罗斯饥荒
- 1932–33年在哈萨克斯坦发生的饥荒
- 乌克兰大饥荒
- 飢餓計畫
- 列宁格勒包围
- 1932–33年的苏联饥荒
- 1946-47年的苏联饥荒
- 特罗菲姆·李森科

### 著名受害者
- 亚历山大·沙赫玛托夫（俄语：Шахматов, Алексей Александрович）（Aleksey Shakhmatov）
- 亚历山大·勃洛克